# Glypta notata
Glypta notata är en stekelart som beskrevs av Szepligeti 1898. Glypta notata ingår i släktet Glypta och familjen brokparasitsteklar. Inga underarter finns listade i Catalogue of Life.